# Draaiorgel de Turk

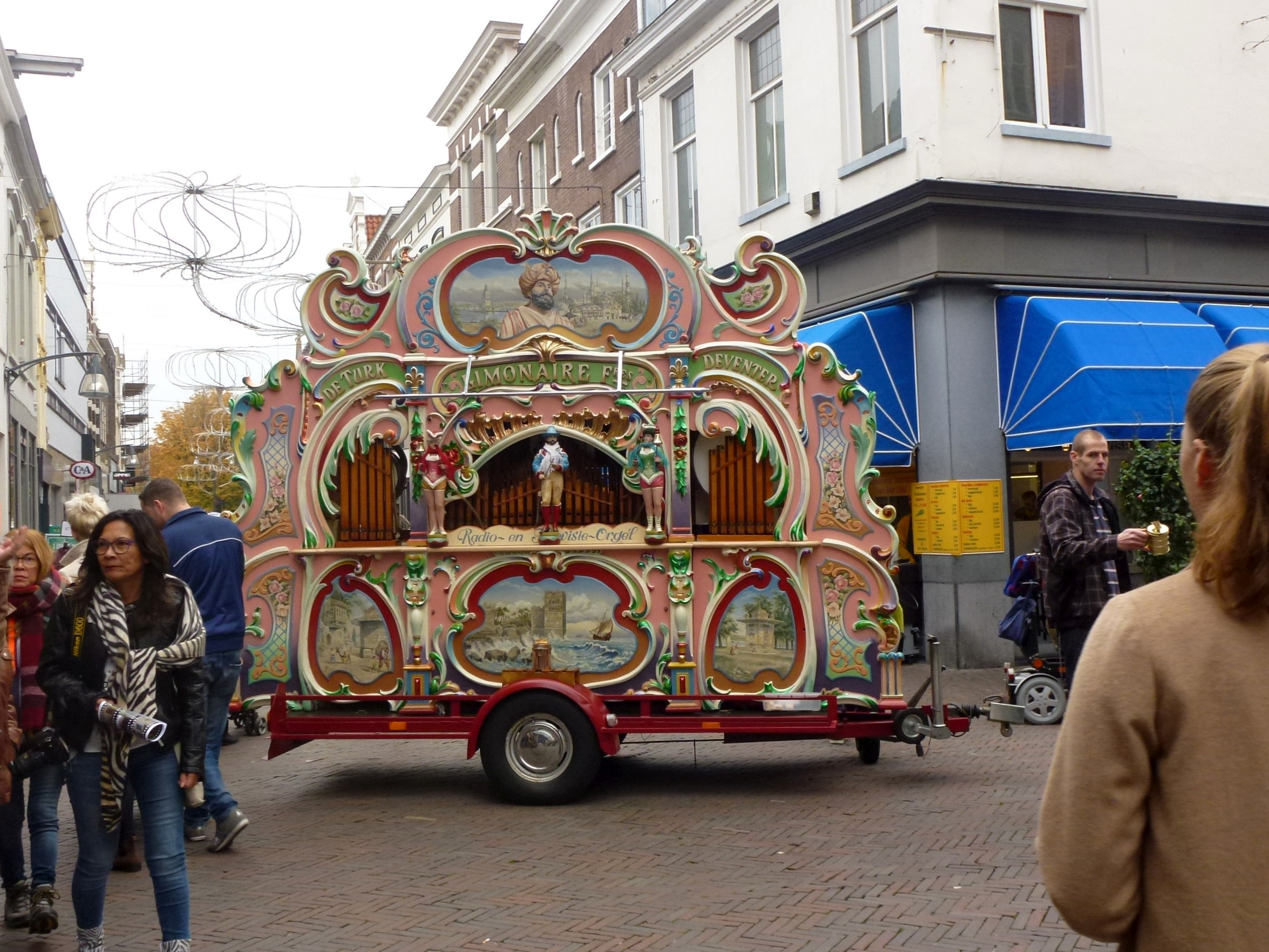
"De Turk" in Deventer, 2015

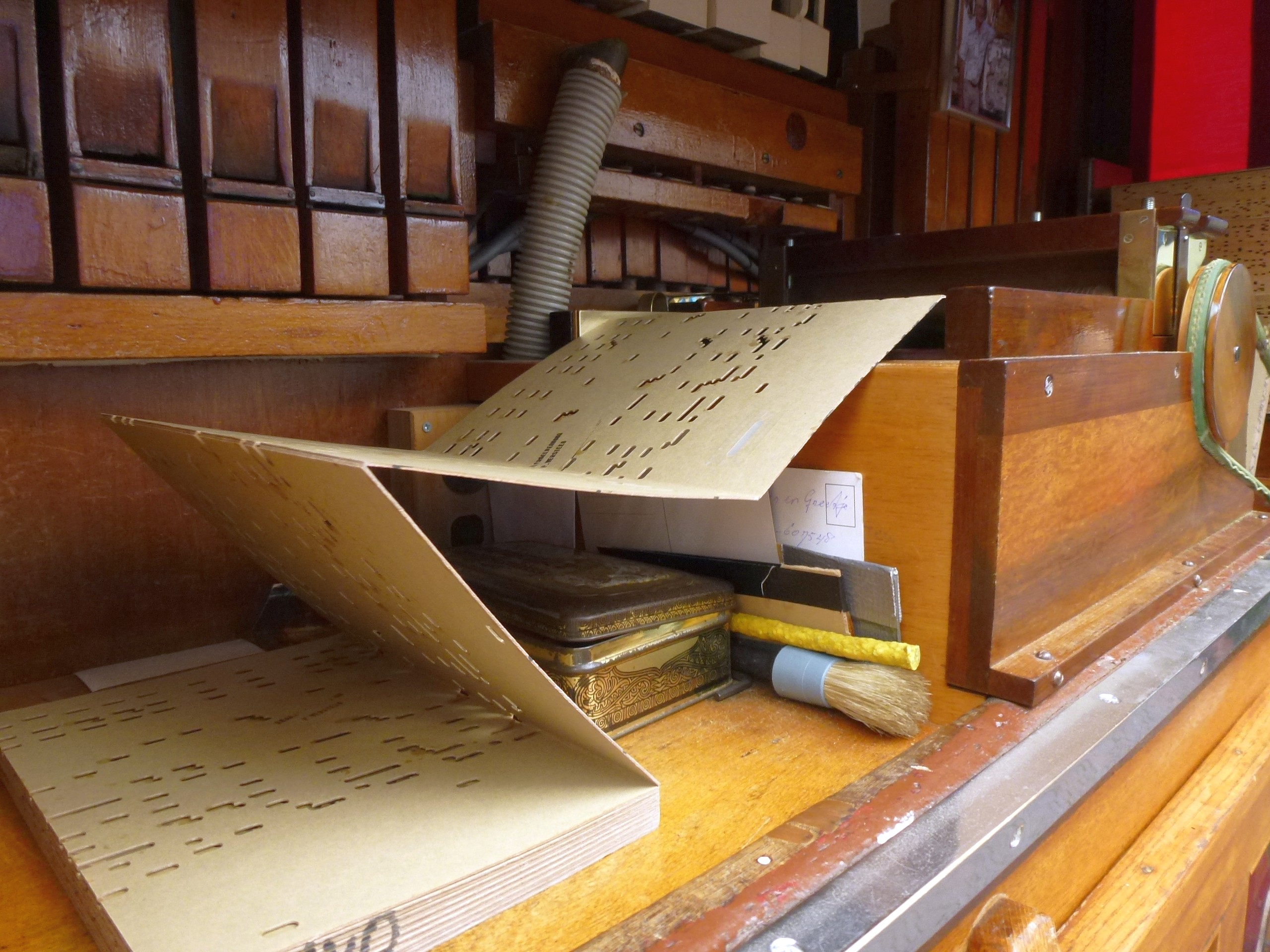
Achterkant van "De Turk": Een boek wordt ingetrokken.

Draaiorgel de Turk is een bekend Nederlands straatorgel dat in 1908 in Parijs werd gebouwd. Het telt 61 toetsen.

## Levensloop
Het orgel werd omstreeks 1908 in Parijs gebouwd in de orgelfabriek van Limonaire. De eerste huurder van het orgel was Lo Galjé uit Amsterdam. Het orgel had toen een chocoladekleurig front en de kapelmeester (het beeldje) op het orgel had een Turks uiterlijk, vandaar de naam. Eigenlijk was het een beeld van een Zoeaaf, maar iedereen noemde het een Turk.
Bij een verbouwing in 1915 verdween dit beeld van het orgel; de naam bleef echter gehandhaafd. De oorspronkelijke beelden werden toen omgewisseld met de beelden van Draaiorgel Het Bloempotje
Vanaf 1930 was Henk Möhlmann de eigenaar die ermee speelde in Leiden. Hij verkocht het later aan kermisexploitant Vermolen uit Den Haag. Na de Tweede Wereldoorlog heeft het orgel een tijd bij een Leidse houtzagerij gestaan totdat het medio jaren vijftig werd ontdekt en werd gerestaureerd bij Jac. Minning in Rotterdam. Minning wilde het orgel de naam Uranus geven, maar de naam Turk was zo ingesleten dat een nieuwe naam geen succes bleek.
In 1957 werd het orgel eigendom van J.P. van der Bel uit Den Haag.
Sedert 1961 speelt het orgel in Deventer. In 1988 werd J.G. van der Bel (zoon van J.P. van der Bel) de eigenaar van het orgel en staat sindsdien vast in Deventer.
Toen Van der Bel met pensioen ging en het orgel verloren dreigde te gaan voor Deventer, is het gekocht door de daartoe opgerichte Stichting tot instandhouding Draaiorgel De Turk 1908.
Draaiorgel de Turk wordt tegenwoordig door een groep mensen in bedrijf gehouden.

## Prijzen
Na de restauratie in de jaren 50 heeft het orgel veel concoursen in het binnen- en buitenland gewonnen. Zo was het orgel o.a. te bewonderen in West-Duitsland, Engeland, Frankrijk, België, Luxemburg en vele plaatsen in Nederland.

## 100-jarig bestaan
In 2008 bestond het orgel 100 jaar. Het orgel werd toen grondig en met succes gerestaureerd. De restauratie liep enige vertraging op toen bleek dat het orgel was aangetast door houtworm.

## Bron
- Boek: Glorieuze orgeldagen, F. Wieffering, 1965, blz. 41-42.